# Максимович, Александр Петрович
Максимович, Александр Петрович (1799 — после 1873) — российский картограф, географ, математик.

## Биография
Родился 25 августа (5 сентября) 1799 года в семье священника. В службу вступил в 1819 году.
Служил в географической экспедиции департамента министерства народного просвещения. Преподавал в Главном инженерном училище. В 1831 году был приглашён в открывшийся Санкт-Петербургский практический технологический институт преподавателем русской истории и географии, в 1835 году был назначен в нём инспектором классов (приблизительно соответствовала должности проректора в современной академической иерархии) и, в частности, кураторствовал над институтской научной библиотекой.
В 1850 году он был назначен помощником попечителя Кавказского учебного округа. Был председателем Кавказского цензурного комитета. С 7 апреля 1857 года состоял в чине действительного статского советника. Был награждён орденами: Св. Станислава 1-й ст. (1863), Св. Владимира 3-й ст. (1861), Св. Анны 2-й ст. с императорской короной (1849.

## Основные труды
Среди основных научных трудов А. П. Максимовича:
- «Практическая подземная геометрия, с присовокуплением Дюгамелевых таблиц, изобретенных для избежания тригонометрических вычислений прямоугольных треугольников» / Сочинена в Горном корпусе в пользу обучающагося в оном юношества А. Максимовичем. — СПб., 1805. — 276 с.
- «Атлас Российской Империи». — СПб., 1824 (под псевдонимом А.М.[7].)
- «Атлас или собрание карт всего земного шара, изданный для юношества». — СПб., 1834 (2-е изд., 1838)